# Apulia revoluta
Apulia revoluta är en insektsart som beskrevs av Young 1977. Apulia revoluta ingår i släktet Apulia och familjen dvärgstritar. Inga underarter finns listade i Catalogue of Life.